# Susanne Cordes
Susanne Cordes er en dansk freelancejournalist og forfatter, født i Roskilde i 1971.
Susanne Cordes har skrevet om køn, identitet, kultur og kunst i en række danske magasiner fra 2006 og frem.
Hun har derudover arbejdet som ghostwriter, skrevet lydbøger og leveret indhold til podcasts.

I 2022 udgav hun romanen, Jeg udånder spøgelser, på Forlaget Grønningen1. Romanen omhandler et kompliceret mor-datter-forhold.
Næste roman i rækken om komplicerede familierelationer er sat til at udkomme i starten af 2024.

Susanne Cordes er bosat i Philadelphia på den amerikanske østkyst.

## Udvalgt værkliste
- Lysthuset, lydserie skrevet i samarbejde med Anna Bridgwater, Gyldendal, 2020
- Leg med ild, roman, udarbejdet i samarbejde med Anna Bridgwater til Podimo, udgivet i bogform på forlaget Superlux, 2022
- Koldt Lys, roman, udarbejdet i samarbejde med Anna Bridgwater til Podimo, udgivet i bogform på forlaget Superlux, 2022
- Jeg udånder spøgelser, roman, Grønningen1, 2022